# Gu Xuesong
Gu Xuesong, född 21 juni 1993, är en kinesisk bågskytt. Han deltog vid olympiska sommarspelen 2016.